# Yoshitaka Yuriko
Yoshitaka Yuriko (Nhật: 吉高 由里子 sinh ngày 22 tháng 7 năm 1988) là một nữ diễn viên Nhật Bản, được quản lý bởi công ty Amuse.

## Sự nghiệp
Yoshitaka được debut trong năm 2006. Cô được giao vai chính trong bộ phim chuyển thể từ cuốn tiểu thuyết của tác gia Kanehara Hitomi - Rắn và khuyên lưỡi trong năm 2007. Đây là vai diễn đột phá của Yoshitaka khi cô vào vai Lui, một cô gái tuổi teen bị cuốn vào vòng xoáy cuộc đời sau khi gặp Ama - chàng trai thích xăm trổ và đeo khuyên. Công chúng Nhật bắt đầu biết đến cô và trong một cuộc khảo sát do Oricon thực hiện, Yoshitaka đứng thứ 5 trong BXH diễn viên trẻ tiềm năng năm 2009 và BXH các ngôi sao nữ mới cũng năm 2009. Đến năm 2010 Oricon lại  thực hiện một khảo sát về nữ diễn viên triển vọng nhất và lần này cô đã bật lên vị trí dẫn đầu.
Yoshitaka bắt đầu nhận được nhiều lời mời hoạt động hơn trong năm 2008 như cô xuất hiện trong MV "Arigatō" (ありがとう, "Cám ơn") của Flow, nhận được vai chính đầu tiên trong  sự nghiệp với bộ phim hài Konno-san to Asobo (紺野さんと遊ぼう Nào cùng chơi với Konno-san) và tiếp tục có vai chính tiếp theo trong phim Yubae Shōjo (夕映え少女 Một cô gái ở buổi hoàng hôn) trước khi phiên bản sân khấu kịch của bộ phim Snakes and Earrings được ra mắt.
Năm 2009, Yoshitaka đóng vai Kairi Hayakawa trong bộ phim truyền hình lãng mạn, hài hước Love Shuffle. Cuối năm, cô đảm nhận vai Yūki Matsunaga (松永 由岐 Matsunaga Yūki) trong phim truyền hình về cảnh sát Tokyo Dogs cùng với Shun Oguri và Hiro Mizushima.
Đến năm 2010, Yuriko diễn một lúc ba chị em trong một seri phim ngắn có tựa đề Đậu hũ Shimai (豆腐姉妹 lit. Tofu Sisters). Nữ diễn viên tiếp tục đóng chính trong phim truyền hình Mioka (美丘), vào vai một sinh viên đại học mắc bệnh nan y.
 Mùa xuân năm 2011, cô đóng vai Tae Kojima trong 2 phần phim điện ảnh chuyển thể từ manga nổi tiếng Gantz. Ngoài ra cô cũng đóng vai chính phim điện ảnh Konzen Tokkyū vai Kōji Maeda, một phụ nữ trẻ hẹn hò với rất nhiều đàn ông với hy vọng tìm được người lý tưởng. 
Năm 2012, Yoshitaka đóng cặp cùng nam diễn viên Ikuta Toma trong phim điện ảnh "Bokura ga Ita Kohen". Bên mảng truyền hình, lần đầu tiên cô tham diễn trong một bộ phim nước ngoài: vai thầy bói Luna trong bộ phim Hàn Quốc "Công tố viên ma cà rồng 2".
Từ 31/3/ 2014 tới 27/9/2014 Yuriko hóa thân thành Muraoka Hanako (1893-1968) trong Hanako to Anne ( 花子とアン Hanako và An), một Asadora seri (phim truyền hình chiếu vào buổi sáng) thứ 90 của đài NHK. Cô cũng tổ chức NHK Kōhaku Uta Gassen lần thứ 65 vào đêm giao thừa năm mới 2014 bên cạnh Arashi.

## Cuộc sống cá nhân
Tháng 9 năm 2007, khi Yoshitaka đang chuẩn bị cho vai diễn trong Snakes and Earrings thì bị một tai nạn giao thông và một xương hàm của cô đã gãy. Cô phải ở trong Intensive-care unit (ICU) năm ngày để điều trị.

## Sự nghiệp diễn xuất

### Phim truyền hình
| Năm  | Tựa đề                                           | Vai diễn                             | Ghi chú                              |
| ---- | ------------------------------------------------ | ------------------------------------ | ------------------------------------ |
| 2006 | Jikō Keisatsu                                    |                                      | Tập 6, khách mời                     |
| 2006 | Children                                         | Drama đặc biệt                       |                                      |
| 2006 | PS Rashōmon                                      |                                      | Tập 2, khách mời                     |
| 2006 | Ii Onna                                          |                                      |                                      |
| 2007 | Jodan Ja Nai!                                    |                                      | Tập 8, khách mời                     |
| 2007 | Yonimo Kimyona Monogatari: Countdown             |                                      |                                      |
| 2008 | Ashita no Kita Yoshio                            | Shinobu Yoimachi                     |                                      |
| 2008 | Atsu-hime                                        | Otetsu                               |                                      |
| 2008 | Konno-san to Asobo                               | Miyuki Konno                         | Vai chính                            |
| 2008 | Average                                          |                                      |                                      |
| 2008 | Taiyo to Umi no Kyoshitsu                        | Akari Yashima                        |                                      |
| 2008 | Tonsure                                          | Mika Kashiwaba                       | Vai chính cùng với Yōichi Nukumizu   |
| 2008 | Average 2                                        |                                      |                                      |
| 2008 | The Naminori Restaurant                          |                                      |                                      |
| 2009 | Love Shuffle                                     | Kairi Hayakawa                       |                                      |
| 2009 | Hontō ni Atta Kowai Hanashi: Chi Nurareta Ryokan | Moe Yasuda                           | Phim truyền hình đặc biệt, vai chính |
| 2009 | Shiroi Haru                                      | Shiori Nishida                       |                                      |
| 2009 | Ikemen Shin Sobaya Tantei                        | Tập 5, khách mời                     |                                      |
| 2009 | Tokyo Dogs                                       | Yūki Matsunaga                       |                                      |
| 2010 | Tofu Shimai                                      | Three sisters: Kinuyo, Momen, Yuriko | Vai chính, phim truyền hình 5 tập    |
| 2010 | Mioka                                            | Mioka Minegishi                      | Vai chính                            |
| 2011 | The Reason I can't Find Love                     | Saki Ogura                           | Vai chính                            |
| 2012 | Vampire Prosecutor 2                             | Luna                                 | Diễn viên mở rộng                    |
| 2013 | Galileo 2                                        | Misa Kishitani                       | Vai chính                            |
| 2014 | Anne and Hanako                                  | Hanako Muraoka                       | Vai chính                            |

### Phim
| Năm  | Tựa                        | Vai                       | Ghi chú   |
| ---- | -------------------------- | ------------------------- | --------- |
| 2005 | Zoo                        | "Seven Rooms" Room 7 girl |           |
| 2006 | Noriko's Dinner Table      | Yuka Shimbara             |           |
| 2007 | Maruyamacho                | Seta                      |           |
| 2007 | Kayokyoku Dayo, Jinsei nư  |                           |           |
| 2007 | Adrift in Tokyo            | Fufumi                    |           |
| 2008 | Yubae Shōjo                | Vai chính                 |           |
| 2008 | Cyborg She                 | Học sinh trong thế Kỷ 22  |           |
| 2008 | Kimi no Tomodachi          | Hanai Kyōko               |           |
| 2008 | Snakes and Earrings        | Lui                       | Vai chính |
| 2009 | Juryoku # Pierrot          | Natsuko                   |           |
| 2009 | Kaiji Jinsei Gyakuten Game | Yumi Ishida               |           |
| 2010 | Subete nư Umi ni Naru      |                           |           |
| 2011 | Gantz                      | Tae Kojima                |           |
| 2011 | Konzen Tokkyū              | Chie                      | Vai chính |
| 2012 | Chúng Ta Đã Ở Đây          | Nanami Takahashi          | Vai chính |
| 2012 | Bokura ga Ita              | Nanami Takahashi          | Vai chính |
| 2013 | Yokomichi Yonosuke         | Shoko Yosano              |           |
| 2013 | Midsummer là phương trình  | Misa Kishitani            |           |

## Giải thưởng và đề cử
| Năm  | Tổ chức                             | Giải thưởng                    | Phim                  | Kết quả |
| ---- | ----------------------------------- | ------------------------------ | --------------------- | ------- |
| 2007 | Liên hoan phim Yokohama             | Diễn viên mới xuất sắc nhất    | Noriko's Dinner Table | Won     |
| 2008 | Giải thưởng Viện Hàn lâm Nhật Bản   | Diễn viên mới xuất sắc nhất    | Snakes and Earrings   | Won     |
| 2009 | Giải thưởng Blue Ribbon             | Diễn viên mới xuất sắc nhất    | Snakes and Earrings   | Won     |
| 2009 | Giải thưởng phê bình phim Nhâtr Bản | Nữ diễn viên mới xuất sắc nhất | Snakes and Earrings   | Won     |